# Seven (canção de Jungkook)
"Seven" é o single de estreia solo do cantor sul-coreano Jungkook, do BTS, com participação da rapper norte-americana Latto. Foi escrito por Andrew Watt, Cirkut, Jon Bellion, Latto e Theron Makiel Thomas e lançada em 14 de julho de 2023 através da Big Hit Music, como primeiro single do álbum de estreia solo do cantor, Golden (2023). "Seven" foi produzida por Watt e Cirkut e é uma canção pop do gênero UK garage sobre sobre querer passar todo o tempo com o amante. Uma versão explícita da canção também foi lançada. 
A canção estrou no topo da Billboard Hot 100 e da Billboard Global 200, tornando-se o primeiro número um de ambos artistas nas tabelas. A canção também estreou na terceira posição da parada de singles do Reino Unido, definindo um novo de recorde de maior posição de estreia de um solista coreano na história. Adicionalmente, o single entrou no top 10 da Austrália, Canadá, Irlanda, Japão, Lituânia, Nova Zelândia, Coreia do Sul e Suíça. Também tornou-se a canção mais rápida na história a ultrapassar a marca de um bilhão de streams no Spotify.

## Letra e composição
Descrita como uma "canção revigorante de verão", "Seven" foi produzida por Andrew Watt e Cirkut, que a escreveram em parceria com Jon Bellion, Latto e Theron Makiel Thomas. Musicalmente, é uma canção pop do gênero UK garage, com sons de violão e uma melodia cativante. Liricamente, a música é uma serenata romântica sobre querer passar cada momento de cada dia com seu amante. A versão explícita expressa um desejo mais sexual.

## Videoclipe
Um videoclipe, dirigido por Bradley & Pablo, foi lançado junto com a música e apresenta a atriz sul-coreana Han So-hee como interesse amoroso de Jungkook. Contando uma semana inteira (em referência à letra da música expressando o desejo de passar "sete dias por semana" com o amante), o vídeo mostra Jungkook tentando comicamente reconquistar o afeto de Han ao longo do vídeo, muitas vezes para seu aborrecimento.

### Sinopse
O videoclipe começa com os dois discutindo em um restaurante na segunda-feira, durante o qual um terremoto faz com que um lustre caia antes que uma parede exploda repentinamente. Na terça-feira, ele se pendura na janela de um trem em que ela está para fazer uma serenata e caminha em cima do trem enquanto ela troca de vagão. Na quarta-feira, Jungkook tenta chamar a atenção dela em uma lavanderia inundada, ao que ela responde com raiva. Na quinta-feira, Jungkook é atropelado por um carro enquanto tentava lhe dar flores. Na sexta-feira, Jungkook tenta segui-la durante uma tempestade extrema, culminando com ele sendo levado pelo vento. Latto aparece durante o funeral de Jungkook no sábado e executa seu verso em cima de seu caixão em um ponto antes de ele repentinamente ganhar vida e cumprimentar Han. No domingo, Jungkook tenta cantar para ela em uma plataforma suspensa. No final do vídeo, que retorna à tempestade na sexta-feira, Han relutantemente pega a mão de Jungkook e eles vão embora juntos na chuva.

## Desempenho comercial
"Seven" estreou no topo da parada diária global do Spotify com quase 16 milhões de streams, o maior primeiro dia de streams por um artista masculino e uma colaboração e a maior estreia de 2023. Jungkook tornou-se o primeiro ato de K-pop a alcançar a primeira posição da parada do Spotify dos Estados Unidos e o primeiro solista coreano a estrear no topo da parada global.
O single estreou na terceira posição da parada de singles do Reino Unido, conquistando a maior estreia de um ato solo coreano na história da tabela. Jungkook ultrapassou o recorde anteriormente detido pelo colega de grupo, Jimin, que havia alcançado a oitava posição com "Like Crazy" alguns meses antes. Ele também empatou com BTS pela maior estreia e pico da história da tabela; o grupo anteriormente estreou na terceira posição com "Dynamite" em 2020 e "Butter" e "My Universe" em 2021.
De acordo com a Luminate, nos Estados Unidos, "Seven" recebeu 5.11 milhões de streams e vendeu mais de 34.000 cópias digitais em seu primeiro dia. A canção continuou a receber mais de 2.5 milhões de streams diariamente nos três dias seguintes, acumulando 13.7 milhões de streams em seus primeiros quatro dias de disponibilidade, em vendeu 32.000 cópias digitais adicionais dentro desse período de tempo. "Seven" estreou no topo da Billboard Hot 100 na semana de 29 de julho de 2023, com 21.9 milhões de streams, 6.4 milhões de audiência airplay e 153.000 cópias digitais e físicas vendidas entre 14 e 20 de julho. Foi a canção mais vendida digitalmente e a quarta com a maior quantidade de streams durante sua semana de lançamento, adicionalmente estreando nos números 30 e 33 nas tabelas Adult Pop Airplay e Pop Airplay, respectivamente. "Seven" é a primeira canção número um de Jungkook, assim como sua primeira a entrar no top 10 da Hot 100. Ele é o segundo membro do BTS a conquista o primeiro lugar da tabela, com Jimin anteriormente atingindo a posição com "Like Crazy" em abril. O single também tornou-se o primeiro número um de Latto na tabela; ela havia conquistado a terceira posição da tabela com "Big Energy" em abril de 2022.
"Seven" estrou na primeira posição da Billboard Global 200, com 269.000 downloads e 217.1 milhões de streams acumulados mundialmente entre 14 e 20 de julho, ultrapassando "Flowers" de Miley Cyrus (semana de 4 de fevereiro de 2023) e conquistando a maior semana de uma canção de um solista desde a criação da tabela. Também conquistou a segunda maior semana de streaming de todos os tempos, atrás apenas de "Butter" de BTS que obteve 289.2 milhões de streams na semana datada de 5 de junho de 2021. Jungkook tornou-se o primeiro membro do BTS a alcançar o topo da tabela global como solista enquanto Latto também conquistou seu primeiro número um na tabela. Ambos artistas também estrearam concomitantemente na tabela Global Excl. U.S., com 195.8 milhões de streams e 131.000 downloads em territórios fora dos Estados Unidos durante o mesmo período, sendo o primeiro número um deles na tabela; Jungkook havia anteriormente conquistado a segunda posição com "Left and Right" em julho de 2022 e Latto a 117ª posição com "Big Energy" em maio de 2022.

## Performances ao vivo
Jungkook apresentou a canção ao vivo pela primeira vez no dia de seu lançamento, junto com "Euphoria" e "Dynamite", no Central Park como parte da série Summer Concert do Good Morning America. Ele apareceu no segmento Live Lounge da BBC Radio 1 em 20 de julho e apresentou a canção no estúdio junto com um cover de "Let There Be Love" de Oasis. Em 21 de julho, ele apresentou a canção no The One Show em um palco externo próximo ao rio Tâmisa em Londres. Latto não esteve presente em nenhuma das performances.

## Lista de faixas
| Seven — CD single, download digital e streaming |                                           |         |  |
| N.º                                             | Título                                    | Duração |  |
| 1.                                              | "Seven" (com Latto) (versão limpa)        | 3:04    |  |
| 2.                                              | "Seven" (com Latto) (versão explícita)    | 3:04    |  |
| 3.                                              | "Seven" (com Latto) (versão instrumental) | 3:04    |  |
| Duração total:                                  | Duração total:                            | 9:12    |  |

| Seven — Weekday Version (EP) |                                        |         |  |
| N.º                          | Título                                 | Duração |  |
| 4.                           | "Seven" (com Latto) (Summer Mix)       | 3:21    |  |
| 5.                           | "Seven" (com Latto) (Versão com banda) | 3:09    |  |
| Duração total:               | Duração total:                         | 15:42   |  |

| Seven — Weekend Version (EP) |                                     |         |  |
| N.º                          | Título                              | Duração |  |
| 4.                           | "Seven" (com Latto) (Island Mix)    | 3:06    |  |
| 5.                           | "Seven" (com Latto) (Nightfall Mix) | 2:57    |  |
| 6.                           | "Seven" (com Latto) (Festival Mix)  | 3:00    |  |
| 7.                           | "Seven" (com Latto) (Lo-fi Mix)     | 3:21    |  |
| Duração total:               | Duração total:                      | 21:36   |  |

## Tabelas musicais
| Tabela musical (2023)                              | Melhor posição |
| -------------------------------------------------- | -------------- |
| África do Sul (Billboard)                          | 11             |
| Alemanha (Official German Charts)                  | 12             |
| Austrália (ARIA)                                   | 2              |
| Bélgica (Billboard)                                | 19             |
| Bolívia (Billboard)                                | 4              |
| Brasil (Billboard)                                 | 18             |
| Canadá (Canadian Hot 100)                          | 5              |
| República Tchéca (ČNS IFPI)                        | 31             |
| Chile (Billboard)                                  | 12             |
| Colômbia (Billboard)                               | 10             |
| Coréia do Sul (Circle) Versão limpa                | 10             |
| Coréia do Sul (Circle) Versão explícita            | 194            |
| Croácia (Billboard)                                | 21             |
| Equador (Billboard)                                | 7              |
| Eslováquia (ČNS IFP)                               | 35             |
| Estados Unidos (Billboard Hot 100)                 | 1              |
| Estados Unidos Adult Top 40 (Billboard)            | 30             |
| Estados Unidos Mainstream Top 40 (Billboard)       | 33             |
| Filipinas (Billboard)                              | 1              |
| França (SNEP)                                      | 12             |
| Mundo Global 200 (Billboard)                       | 1              |
| Hong Kong (Billboard)                              | 1              |
| Índia (Billboard)                                  | 3              |
| Índia International Singles (IMI)                  | 1              |
| Indonésia (Billboard)                              | 1              |
| Irlanda (IRMA)                                     | 7              |
| Itália (FIMI)                                      | 66             |
| Japão (Japan Hot 100)                              | 2              |
| Japão Combined Singles (Oricon) Versão limpa       | 13             |
| Japão Combined Singles (Oricon) Versão explícita   | 26             |
| Japão Digital Singles (Oricon) Versão instrumental | 15             |
| Lituânia (AGATA)                                   | 4              |
| Luxemburgo (Billboard)                             | 5              |
| Malásia (Billboard)                                | 1              |
| México (Billboard)                                 | 19             |
| Nova Zelândia (RMNZ)                               | 2              |
| Países Baixos (Single Top 100)                     | 31             |
| Peru (Billboard)                                   | 2              |
| Ucrânia (OCC)                                      | 3              |
| Romênia (Billboard)                                | 9              |
| Singapura (RIAS)                                   | 1              |
| Suíça (Schweizer Hitparade)                        | 7              |
| Taiwan (Billboard)                                 | 1              |
| Turquia (Billboard)                                | 24             |